# Багманяр
Абу аль-Хасан (або Абу аль-Хусайн) Багманяр ібн аль-Марзбан, відомий просто як Багманяр (перською: بهمنیار; помер у 1066 році), був іранським ученим, який відомий головним чином як один з найвидатніших учнів Авіценни (Ібн Сіни) (помер у 1037 році).

## Походження
Багманяр належав до зороастрійської родини, ймовірно, з Азербайджану на півночі Ірану. Його батько, ймовірно, був князем бавандідів аль-Марзубаном, який правив у Мазандерані наприкінці X століття і був автором Марзбан-нама. Знання арабської мови у Багманяра було неідеальним.

## Життя
Мало відомо про життя Багманяра. Ймовірно, він почав свої студії з філософії разом із Абу аль-Касімом аль-Кірмані в місті Рей в північному Ірані. Там вони обидва стали причетними до управління, читаючи праці Авіценни. Багманяр, можливо, був частиною курії Буїдів у Реї через родинні зв'язки з принцесою бавандідів Сайїдою Ширін, її чоловіком Фахр аль-Давлою (правив 984–997 рр.) і сином Маджд аль-Давлою (правив 997–1029 рр.), обома правителями Реї.
Багманяр з часом почав спілкуватися з Авіценною, що в кінцевому підсумку призвело до створення останнім аль-Мубаахата ("Обговорення"), які в основному були відповідями на питання, поставлені Багманяром. Робота була скомпільована десь між 1024 і 1037 роками, під час перебування Авіценни в Ісфагані, столиці кахкуюдського правителя Мухаммада ібн Рустама Душманзіяра (правив 1008–1041 рр.). У роботі Багманяр згадується як аль-Шейх аль-Фаділ ("благородний джентльмен"). Багманяр і Авіцен, ймовірно, зустрілися у 1014/5 рр. у Реї, коли останній працював на Сайїду Ширін і Маджд аль-Давла.
Головна робота Багманяра, Кітаб аль-Тахсіль ("Підсумок"), яка узагальнює логіку, фізику та метафізику Авіценни, була написана між 1024 і 1037 роками і присвячена його зороастрійському дядькові, Абу Мансур Бахраму ібн Хуршіду ібн Яздьяру, який, ймовірно, був сином скарбника імператора Буїдів Адуд аль-Давли (правив 949–983 рр.). 
Абуль-Хасан Байхакі (помер у 1169 році) пише, що Багманяр також написав книгу з логіки і книгу про музику, і до нього приписуються інші праці.

## Вірування
Деякі джерела стверджують, що він перейшов до ісламу наприкінці свого життя, однак найраніші джерела про нього не коментують це. Його головна робота "Кітаб аль-Тахсіль" неоднозначна щодо його вірувань. Хоча вступ і заключення книги виконані у мусульманському стилі та характері, невідомо, чи були вони частиною оригінальної версії книги або пізніше додані секретарями. Однак все ж можливо, що він перейшов до ісламу через свій спосіб мислення щодо питань божественної єдності та боротьби між добром і злом, яку Багманяр відносить до створеного порядку, у противагу зороастрійському віруванню, яке пов'язує її з божественною сутністю. Крім того, його кун'я Абу аль-Хусайн може бути можливим знаком переходу до шиїтського ісламу.